# Baine Harbour
Baine Harbour är en ort i Kanada.   Den ligger i provinsen Newfoundland och Labrador, i den östra delen av landet, 1 600 km öster om huvudstaden Ottawa. Baine Harbour ligger 76 meter över havet och antalet invånare är 134.
Terrängen runt Baine Harbour är lite kuperad. Havet är nära Baine Harbour åt sydost. Trakten är glest befolkad. Närmaste större samhälle är St. Bernard's-Jacques Fontaine, 17,0 km norr om Baine Harbour. 